# Черепаново
Черепа́ново — город (с 1925) в России, административный центр Черепановского района Новосибирской области.
Образует муниципальное образование город Черепаново со статусом городского поселения как единственный населённый пункт в его составе.  

## Этимология
Возник как посёлок при станции Черепаново (открыта в 1915 году) при заимках переселенцев. Название — от фамилии.

## География
Город расположен в 73 км от Новосибирска (расстояние между центрами городов 110 км.). Преобладает континентальный климат. Среднегодовая норма осадков — 455 мм. Железнодорожная станция стыкования родов тяги на линии Новосибирск — Барнаул.

## История
Уже в 1816 году на подробной карте Колывано-Вознесенской горной округи присутствует деревня Черепанова.
Возник в 1912 году на месте зимовок переселенцев. 
В 1915 году на месте современного города была открыта железнодорожная станция и пристанционный посёлок Свободный.
С 19 июня 1921 года Черепаново - центр Черепановского уезда. 
6 июня 1925 года по постановлению ВЦИК посёлок был преобразован в город Черепаново.
К 1928 году в городе уже проживало почти 8 тысяч человек.
В 1930-х годах в населенном пункте были построены Черепановская МТС, машинно-тракторная мастерская, школа, городская баня, здание Дома Советов.
В годы Великой Отечественной войны промышленные предприятия города выпускали продукцию для военных нужд. Более 17 тысяч жителей города и района отправились на войну с немецкими интервентами.
В 1950-60 годы началось активное строительство жилых домов, предприятий соцкультбыта, благоустройство и озеленение улиц.
В 1980-е годы были возведены новые жилые микрорайоны и социально-культурные объекты.
В 1990-х годах в городе открыли производство тары из полимерных материалов и пиввинкомбинат.

## Население
| 1931    | 1959    | 1967    | 1970    | 1979    | 1989    | 1992    | 1996    | 1998    |
| ------- | ------- | ------- | ------- | ------- | ------- | ------- | ------- | ------- |
| 9700    | ↗21 225 | ↘20 000 | ↗21 067 | ↘20 974 | ↗22 116 | ↗22 300 | ↗22 800 | ↗23 100 |
| 2000    | 2001    | 2002    | 2003    | 2005    | 2006    | 2007    | 2008    | 2009    |
| ↘22 900 | →22 900 | ↘20 496 | ↗20 500 | ↘20 200 | ↘20 100 | ↘19 845 | ↘19 700 | ↘19 436 |
| 2010    | 2011    | 2012    | 2013    | 2014    | 2015    | 2016    | 2017    | 2018    |
| ↘19 300 | ↗19 800 | ↘19 614 | ↘19 536 | ↘19 521 | ↗19 522 | ↗19 570 | ↗19 612 | ↘19 610 |
| 2019    | 2020    | 2021    |         |         |         |         |         |         |
| ↘19 439 | ↘19 064 | ↗19 900 |         |         |         |         |         |         |

Общая численность жителей на 2017 год составляла 19,6 тысяч человек.
На 1 января 2025 года по численности населения город находился на 666-м месте из 1124 городов Российской Федерации.

## Экономика

Памятник на перроне напротив вокзала Черепаново

В городе работают следующие промышленные предприятия:
- завод «Черепановскферммаш»
- Черепановский завод строительных материалов
- Черепановские электросети
- Черепановский мясокомбинат
- Швейная фабрика
- ООО «Черепановский пиввинкомбинат»
- Черепановский СПК «Заря»
- ООО «КАЗСИБ» (Завод по производству ДСП) (сгорел)
- ООО «ФИЛИ» (производство полипропиленовых мешков)

## Культура, достопримечательности
- Историко-краеведческий музей[27];
- В восточной части Черепаново действует храм Симеона Верхотурского;
- Водонапорная башня;
- Храм во имя Святителя Алексия.

## Образование
В городе существует пять средних общеобразовательных школ, воспомогательная школа-интернат для умственно отсталых детей. Существуют средне-специальные учебные заведения: Черепановский политехнический колледж, Черепановский педагогический техникум. Существует дом-детского творчества, где дети обучаются творческим способностям: музыка, искусство, пение, танцы. Имеется детская школа искусств.

## Транспорт
Железнодорожная станция соединяет город с Барнаулом, Искитимом, Новосибирском, Бердском, Новоалтайском.
С автовокзала города автобусы регулярно ходят в город Новосибирск, а также по Черепановскому району и в рабочий посёлок Маслянино Маслянинского района. Кроме того, имеется автобусное сообщение с рабочим посёлком Сузун Сузунского района (два раза в неделю).